# Maafushi (Faafu-atol)
Maafushi is een van de onbewoonde eilanden van het Faafu-atol behorende tot de Maldiven.